# Stepas Butautas
Stepas Butautas (ur. 25 sierpnia 1925 w Kownie, zm. 22 marca 2001 tamże) – litewski koszykarz, trzykrotny mistrz Europy, wicemistrz olimpijski, wielokrotny mistrz świata oraz Europy jako trener koszykarski żeńskiej kadry ZSRR, członek KPZR, wykładowca akademicki.
W latach 1951–1975 wykładał na Uniwersytecie Technicznym w Kownie, zostając w 1971 roku profesorem nadzwyczajnym. Od 1978 do 1985 pełnił funkcję kierownika katedry gier zespołowych Litewskiego Instytutu Kultury Fizycznej w Kownie.
Jego syn – Ramūnas Butautas trenował kadrę Litwy.
Od 2013 roku na Litwie jest rozgrywany Puchar Stepasa Butautasa.

## Osiągnięcia
Na podstawie, o ile nie zaznaczono inaczej.

### Drużynowe
- Mistrz:
  - ZSRR (1947, 1951)
  - Litwy (1950–1953)
- dwukrotny wicemistrz ZSRR (1949, 1952)
- czterokrotny brązowy medalista ZSRR (1953–1956)

### Indywidualne
- Zaliczony do grona 50 najlepszych zawodników w historii rozgrywek FIBA (1991)

### Reprezentacja
- Mistrz:
  - Europy (1947, 1951, 1953)
  - uniwersjady (1949, 1952)
- Wicemistrz olimpijski (1952)
- Brązowy medalista I Letniej Spartakiady Narodów ZSRR (1956)

### Inne
- Mistrz sportu ZSRR (1950)
- Odznaczony:
  - Orderem Wielkiego Księcia Litewskiego Giedymina (1994)[2]
  - Orderem Czerwonego Sztandaru Pracy

### Trenerskie
Koszykówka żeńska
- Mistrzostwo:
  - świata (1959, 1964)
  - Europy (1960, 1962, 1964)
- Wicemistrzostwo Europy (1958)
- Trener Roku ZSRR oraz LSRR (1962)

Koszykówka męska
- Uczestnik:
  - igrzysk olimpijskich w 1968 roku z męską kadrą Kuby (11. miejsce)
  - mistrzostw świata (1970 – 8.miejsce)
- Brązowy medalista mistrzostw ZSRR (1978)